# Интернет уметност
Интернет уметност (енгл. internet art), такође и мрежна уметност (енгл. web art, је врста дигиталне уметности која се дистрибуира путем Интернета. То су најчешће пројекти који отварају актуелна технолошка, естетска, социјална, културна, правна или политичка питања, а која са собом доносе електронске мреже као њихов примарни израз.
Интернет уметност има форму уметничке веб-странице, имејл пројеката, уметничког Интернет софтвера, Интернет или мрежних инсталација, или мрежног перформанса. Интернет уметност је медијска уметност. Међу његове поджанрове спада нпр. софтверска уметност, генеративна уметност, нет-радио, бровсер арт, спам арт, или кодовска поезија.
У литератури се појмови интернет уметност, мрежна уметност, нет арт или веб арт употребљују као синоними. Неки извори наводе нет арт као продукцију специфичне групе уметника који су били активни на Интернету у периоду од 1994. до 1999. године. Између осталог, ту групу људи чине Вук Ћосић, Јоди.орг, Алексеј Шулгин, Оља Лијалина.
Стивен Диц, бивши кустос нових медија у Вокер атр центру, тврди да је за пројекте у Интернет уметности примарна њихова презентација и архивирање.

## Мрежна музика
Први музички експерименти са рачунарском мрежом били су током 70-их у САД. Позната је група The Hub из Калифорније. 90-их су се остварили први експерименти у музици помоћу Интернета.

## Онлајн литература
- -{Peter Weibel, Karl Gerbel (Hrsg.): Welcome in the Net World  Архивирано на веб-сајту  (4. март 2012) Linz 1995
- Tilman Baumgärtel: Das Internet als imaginäres Museum. Berlin 1998.
- Tilman Baumgärtel: Immaterialien. Zur Vor- und Frühgeschichte der Netzkunst. Telepolis.
- Tilman Baumgärtel: Experimentelle Software II. Telepolis.
- Thomas Dreher: IASLonline Lektionen in NetArt.
- Monika Fleischmann und Ulrike Reinhard (Hrsg.): Digitale Transformationen. Medienkunst als Schnittstelle von Kunst, Wissenschaft, Wirtschaft und Gesellschaft. Heidelberg 2004.
- Klaus Möller: Kunst im Internet – Netzkunst. Untersuchungen zur Ästhetischen Bildung. Bielefeld 1999.
- Guido Hirschsteiner: Netzkunst als Avantgarde.
- Hans Dieter Huber: Strukturanalyse von jodi.org. (Pop-Up Fenster im Browser nicht sperren)
- Samuel Herzog: Netzkunst – eine Annäherung.
- Culture Jamming: Interviews mit Netzaktivisten.}-